# (2121) Севастополь

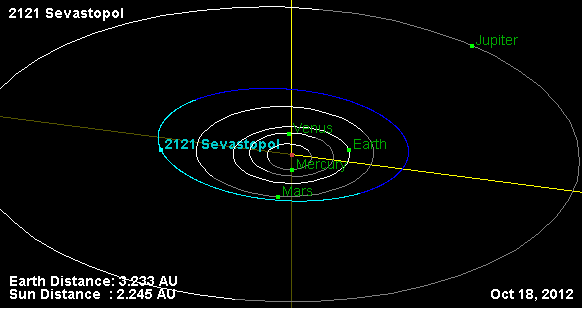
Орбита астероида Севастополь и его положение в Солнечной системе

(2121) Севастополь (лат. Sevastopol) — небольшой астероид главного пояса, который был открыт 27 июня 1971 года советской женщиной-астрономом Тамарой Смирновой в обсерватории Крыма и назван в честь города-героя — Севастополя. Принадлежит группе силикатных астероидов семейство Флоры.
В 2010 году у астероида был обнаружен спутник диаметром 3,54±0,17 км, который обращается вокруг основного тела на расстоянии 26 км. На 2019 год название спутнику не присвоено, стандартное обозначение S/2010 (2121) 1.